# فلورنسا والتون
فلورنسا والتون (بالإنجليزية: Florence Walton)‏ هي راقصة أمريكية، ولدت في 1890، وتوفيت في 7 يناير 1981.